# René Baire
René-Louis Baire, né le 21 janvier 1874 à Paris 6e et mort le 5 juillet 1932 à Chambéry, est un mathématicien français.
Accablé par une mauvaise santé, et partageant son temps entre enseignement dans un lycée et travail universitaire, il a seulement pu contribuer aux mathématiques par intermittence. Il a fait des recherches sur la continuité et les nombres irrationnels.

## Débuts et carrière
Fils d'un tailleur, Baire est l'un des trois enfants d'une famille ouvrière pauvre à Paris. Il entre comme boursier au lycée Lakanal. En 1890, Baire finit le lycée, et entre en mathématiques spéciales au lycée Henri-IV. Il y prépare et y réussit l'examen d'entrée à l'École normale supérieure et l'École polytechnique. Il décide d'entrer à l'École normale supérieure en 1891. Après avoir reçu son diplôme au bout de ses trois années là-bas, Baire se dirige vers l'agrégation de mathématiques. Il fait mieux que tous les autres élèves à l'écrit, mais ne réussit pas l'oral en raison d'un manque de clarté. Après avoir retenté et réussi l'agrégation, il est affecté au lycée de Bar-le-Duc. Parallèlement, Baire mène ses recherches sur le concept de limite et de discontinuité pour son doctorat. Il présente sa thèse le 24 mars 1899 et obtient son doctorat. Il continue à enseigner dans les lycées à travers la France mais n'est pas heureux d'enseigner des mathématiques de niveau élémentaire. En 1901, Baire est nommé à l'université de Montpellier en tant que maître de conférences. En 1904, il reçoit une bourse de la Fondation Peccot pour passer un semestre dans une université et développer ses compétences. Baire choisit de fréquenter le Collège de France où il enseigne l'analyse. Il est nommé à l'université en 1905 et rejoint la Faculté des sciences de Dijon. En 1907, il est promu professeur d'analyse à Dijon, où il poursuit ses recherches dans ce domaine.

## Maladie
Depuis son enfance, Baire avait toujours été de santé délicate. Il avait développé des problèmes d'œsophage avant d'aller à l'école, et il lui arrivait d'éprouver des crises graves d'agoraphobie. De temps en temps, sa santé l'empêchait de travailler ou d'étudier. Les maladies, devenues plus fréquentes au fil du temps, l'immobilisaient pendant de longues périodes. Il avait développé une sorte de trouble psychologique qui le rendait incapable d'entreprendre un travail exigeant de longues périodes de concentration. À certains moments, cela anéantissait toute capacité de recherche mathématique. Entre 1909 et 1914, ces problèmes le tourmentaient en permanence et perturbaient gravement son travail d'enseignant. Il obtient un congé de maladie à partir de 1914 et quitte Dijon en 1925. Il passe ses dernières années à Lausanne et au bord du lac Léman, dans les seuls hôtels qu'il pouvait se payer avec sa maigre pension. Il se donne la mort en 1932.

## Apports mathématiques
Les compétences mathématiques de Baire en analyse le conduisirent à travailler avec d'autres grands noms de l'analyse, comme Volterra et Lebesgue. Dans sa thèse Sur les fonctions de variables réelles, Baire développa une combinaison de théorie des ensembles et d'analyse pour arriver au théorème des catégories de Baire et définir la notion d'ensemble nulle part dense. Il utilisa ensuite ses résultats pour approfondir la compréhension de la notion de continuité. Parmi les autres œuvres les plus importantes de Baire figurent la Théorie des nombres irrationnels, des limites et de la continuité, publié en 1905 et deux volumes de Leçons sur les théories générales de l’analyse, publiés en 1907-1908.

## Prix et distinctions
En 1919, il recoit le prix Gegner de l'Académie des sciences et en 1920-1921 il est lauréat du prix Francœur.